# رضي موسوي
رضي موسوي (بالفارسية: سید رضی موسوی) (اُغتيل في 25 ديسمبر 2023)، سياسي وقيادي إيراني كان لواءً خدم في قوة القدس التابعة للحرس الثوري الإيراني في خضم الصراع الإيراني الإسرائيلي أثناء الحرب الأهلية السورية. برز اسمه بعد مقتله بإسم الرجل الأول للحرس الثوري الإيراني بفيلق القدس، اغتالته إسرائيل في غارة جوية على حيّ السيدة زينب بريف دمشق في سوريا، خلال حرب السيوف الحديدية. وكان موسوي الإيراني الأكثر نفوذًا في سوريا، وهو أحد أقارب قاسم سليماني الذي اغتالته أمريكا عام 2020.

## حياته
ولد سيد رضا موسوي (المعروف بسيد رضي) عام 1342 في جشم، الواقعة في مقاطعة مهدي شهر، سمنان. انضم إلى فيلق زنجان وشارك في الحرب العراقية الإيرانية. وكان أيضًا خادمًا في حسينية الأعظم الموجودة في زنجان. كان طوال حياته شخصية غير معروفة لدى الشعب الإيراني، وقليل الظهور في وسائل الإعلام.

## المهنة العسكرية
خدم موسوي في سوريا ضمن فيلق القدس منذ ثمانينيات القرن العشرين. كان له دور كبير في نقل الأسلحة والتمويل إلى منظمة حزب الله. وفي عام 1990، تولى منصب رئيس القسم اللوجستي الإيراني في سوريا، المعروف باسم الوحدة 2250. خلال الحرب الأهلية السورية، تعرّض موسوي لعدَّة محاولات اغتيال سابقة من إسرائيل.
وكان موسوي أحد أكثر الجنود خبرة في سوريا، وكان مسؤولًا عن دعم جبهة المقاومة في سوريا. لم تنشر وسائل الإعلام الإيرانية الكثير عن خلفيته، لكنها قدمته على أنه أحد أقرباء قاسم سليماني. قال أحد خبراء الإذاعة إنّ الجمهورية الإسلامية لديها العديد من الجنود المجهولين في المنطقة، وأن رضي موسوي هو أحد هؤلاء الجنود المجهولين.
ووفقًا لمسؤولين كبار في الحرس الثوري الإيراني، كان كل من بشار الأسد وأشخاص آخرين في سوريا على دراية بأنشطة موسوي، أمّا بالنسبة لإسرائيل فقد كان شخصًا معروفًا نجا من محاولتي اغتيال على الأقل. وذكرت وسائل إعلام إيرانية أن مدة نشاط موسوي في الخارج كانت 25 عامًا، وذكرت أنه كان مسؤولًا عن تنسيق شؤون القوات العسكرية الإيرانية في سوريا ولبنان.
وكان لموسوي علاقة وثيقة مع حزب الله اللبناني، وفي مايو 2015، عندما اغتيلَ مصطفى بدر الدين، كان موسوي أحد الأهداف الرئيسية لهذه الهجمات. ووصفه هامي ميهان وإيرنا بأنه أحد "أعظم وأبرز" قادة فيلق القدس التابع للحرس الثوري الإيراني.
وذكر موقع أمواج الإعلامي في تقرير له أن موسوي كان أحد المساهمين في تسليم صواريخ الفاتح إلى لبنان. ويُقال إِنّه بعد خروج جواد غفاري من سوريا، الذي كان يعمل قائدًا كبيرًا لقوات الميليشيات الإيرانية في ذلك البلد، أصبح دور موسوي أكثر أهمية وأصبح أحد كبار قوات الجمهورية الإسلامية في سوريا.
وحدد ديفيد باراك، مراسل موقع "أكسيوس" الإخباري الأمريكي، على أنّ موسوي هو الشخص المُوكَّل بإيصال أسلحة من إيران إلى الميليشيات الموالية للجمهورية الإسلامية في سوريا، وإلى حزب الله اللبناني أيضًا.
وكان موسوي كبير مستشاري الحرس الثوري الإيراني وأحد الشخصيات البارزة في إقامة تحالف عسكري بين إيران وسوريا.

## اغتياله
قُتل موسوي في 25 كانون الأول/ديسمبر 2023 في غارة جوية قامت بها إسرائيل على منزله في حي السيدة زينب، على بعد عشرة كيلومترات جنوب دمشق، خلال حرب السيوف الحديدية. وهو أكبر مسؤول إيراني يتمّ اغتياله منذ اغتيال قاسم سليماني.
أعلن الحرس الثوري الإيراني رسميًا عن وفاة الموسوي، وبعد ذلك نُشرت العديد من التقارير حول هذا القائد المجهول. ووصفه الحرس الثوري الإيراني بأنه أحد "المستشارين العسكريين ذوي الخبرة"، وألقى باللوم على إسرائيل في مقتله. نقلت وكالة فرانس برس عن المرصد السوري لحقوق الإنسان قوله إن أجنبيين اثنين وسوري واحد قتلوا أيضا في هذا الهجوم. ولم تعلن السلطات الإسرائيلية مسؤوليتها رسميًا عن الهجوم الصاروخي على موسوي.
وحسب سفير إيران آنذاك في سوريا، فإن منزله تعرض "على ما يبدو" لقصف بثلاثة صواريخ في 4 كانون الأول/ديسمبر وألقيت جثته في الفناء. وقد قدمه هذا السفير على أنه "دبلوماسي"، والمستشار الثاني للسفارة الإيرانية في سوريا، وكان موجودًا في سوريا بجواز سفر دبلوماسي، وكانت زوجته معلمة ولم تكن موجودة في المنزل عندما قُتل. وفي رواية أخرى، بحسب حسن بولارك، رئيس هيئة الإسناد في جبهة المقاومة، فإنه قُتل بعد زيارته لأحد "مقراته التي كان يتمركز فيها". وحسب محمد جعفر أسدي، القائد السابق للحرس الثوري الإيراني في سوريا، حددت إسرائيل موقع موسوي الدقيق من خلال جواسيسها.
وزعمت وسائل الإعلام المقربة من جمهورية إيران الإسلامية أن إسرائيل حاولت اغتياله من قبل. أقيمت جنازته في 7 يناير 2023 في مسجدإمام زاده صالح تجريش.

## الردود على اغتياله
لم تُعلِن إسرائيل مسؤوليّتها عن الهجوم. وعندما سُئِل المتحدث باسم الجيش الإسرائيلي عن عملية الاغتيال التي نسبتها الصحافة الغربية إلى إسرائيل، رفض التعليق وقال إنه لا يُعقِّب على ما تنشره وكالات الصحافة الغربية، ووصف الرئيس الإيراني إبراهيم رئيسي اغتيال موسوي بأنه: "علامة على إحباط وضعف النظام الصهيوني"، وأضاف: "إن هذه الحكومة ستدفع بالتأكيد ثمن هذه الجريمة".
بعد ساعات من حادث الاغتيال، أكد الحرس الثوري في بيان له، "مما لا شك فيه أن النظام الصهيوني الغاصب والهمجي سيدفع ثمن هذه الجريمة". وقال رئيس السلطة القضائية في الجمهورية الإسلامية الإيرانية غلام حسين محسني إجئي: "إن سردار موسوي الذي كان رفيق الجنرال الشهيد الحاج قاسم سليماني، حارب التكفيريين المدعومين من أمريكا وإسرائيل، وقاتل بشجاعة". ووصفت حركة المقاومة الإسلامية (حماس) اغتيال إسرائيل لموسوي بأنه "جريمة جبانة". ووصف باقري، رئيس أركان القوات المسلحة الإيرانية، العملية الإسرائيلية بأنها خطأ استراتيجي. ووصف حزب الله اللبناني في بيان له العملية الإسرائيلية بأنها: "عدوان صارخ ومخز، ويتجاوز كل الخطوط". وقال محمد جعفر أسدي، القائد السابق للمستشارين الإيرانيين في سوريا، إن دافع إسرائيل للاغتيال هو إبعاد الصراع عن فلسطين من خلال إثارة رد فعل إيراني.